# NLV Quant
NLV Quant är en konceptbil som byggdes i samarbete mellan nederländska solenergibolaget NLV Solar AG och den svenska biltillverkaren Koenigsegg. Bilen visades för första gången på Internationella bilsalongen i Genève 2009 under namnet NLV Quant. 

## Koenigsegg/NLV Quant

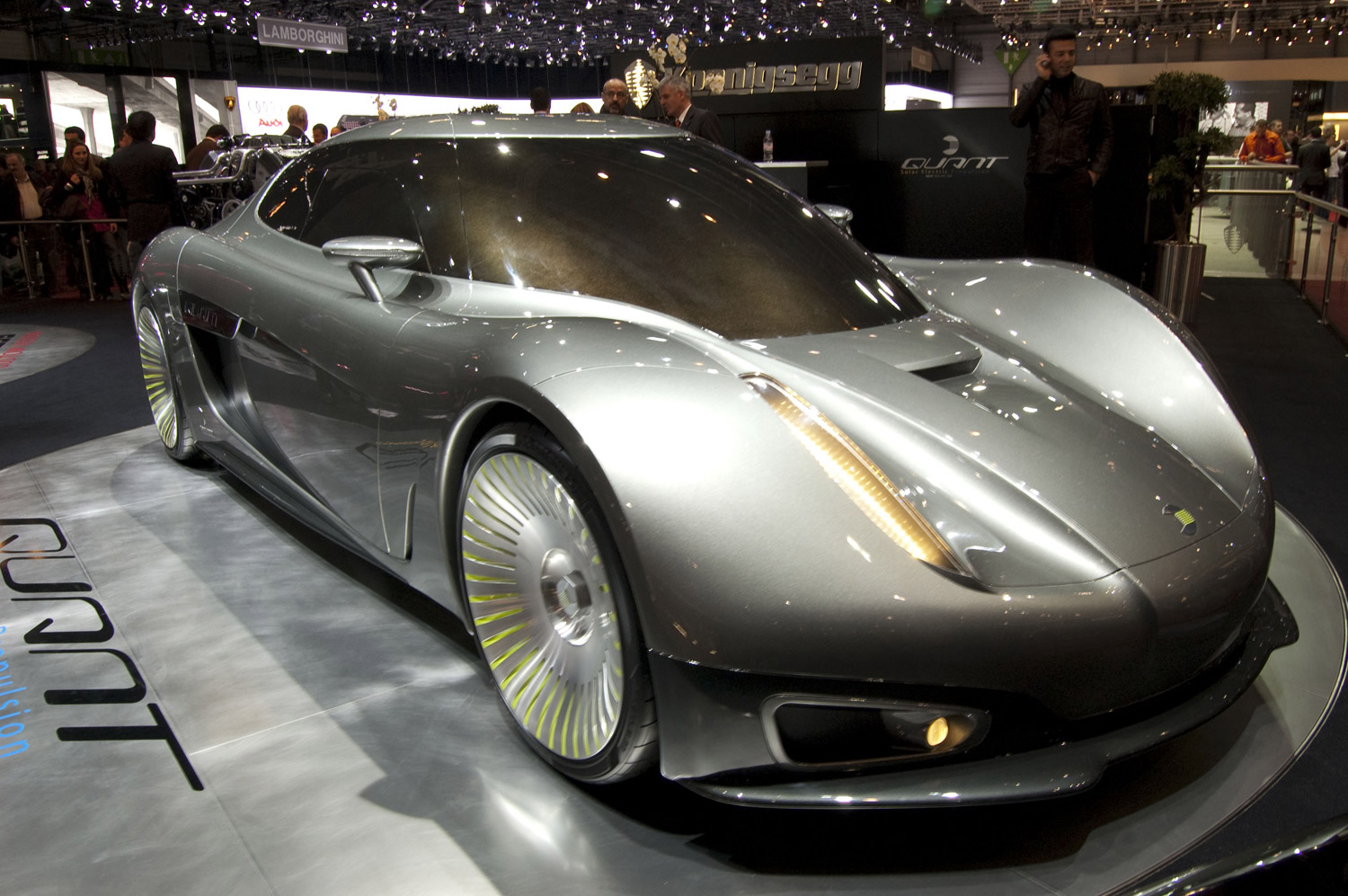
Koenigsegg Quant i Genève 2009.

Koenigsegg svarade på uppdrag av NLV för koncept och designen av bilen medan NLV Solar AG själva bidrog med strömlagringssystemet. Det bygger på en ny batteriteknik och tunnfilmssolceller som läggs som ett lackskikt över hela karossen. En laddning skall ge minst 500 kilometers räckvidd samtidigt som batterierna ska kunna snabbladdas på endast 20 minuter. 
Bakhjulen har inga vanliga friktionsbromsar, utan den bromskraft som de två elmotorerna ger när de används som generatorer räcker. På framhjulen uppges det också finnas anordningar för regenerering av bromsenergi vid bromsning, men där finns kompletterande konventionella skrivbromsar för att totalt ge tillräcklig bromsprestanda. 
När Koenigsegg förhandlade med General Motors om att köpa Saab Automobile under sommaren och hösten 2009 gick det rykten om att avsikten var att starta produktion av Quant-modellen i Trollhättan. Quant har ibland uppfattats i media som en Koenigsegg model. Dock så var Koenigsegg insats begränsad till att konceptualisera Quant samt designa kaross, chassi och inredning till den första show bilen på uppdrag av NLV.

### Tekniska fakta
- Bilen är fyrsitsig och har två måsvingedörrar
- Chassit är byggt av kolfiber och karossen av aluminium och kolfiber
- Karossen är 488 cm lång, 202 cm bred (inkl. backspeglar) och 133 cm hög
- Axelavstånd 310 cm
- Lättrullande däck från Michelin: fram 245/35-R22, bak 265/35-R22
- Vikt körklar: 1780 kg
- Batteri och elkraftsystem väger 450 kg, motorerna tillsammans 140 kg
- Två elmotorer driver varsitt bakhjul via planetväxel
- Total effekt 512 hk, max vridmoment 715 Nm
- Acc 0-100 km/h: 5,2 sekunder
- Toppfart: 275 km/h
- Räckvidd med fullt batteri: 500 km
- Snabbladdning på 20 minuter, batteriet tål obegränsat antal laddningar
- Karossen är täckt med tunnfilmssolceller
- ABS, ESP och sex krockkuddar ingår
- Baksätena är skjutbara och inställbara
- Klimatsystem med tre temperaturzoner
- Strålkastare och bakljus med LED-teknik

## nanoFLOWCELL Quant e-Sportlimousine

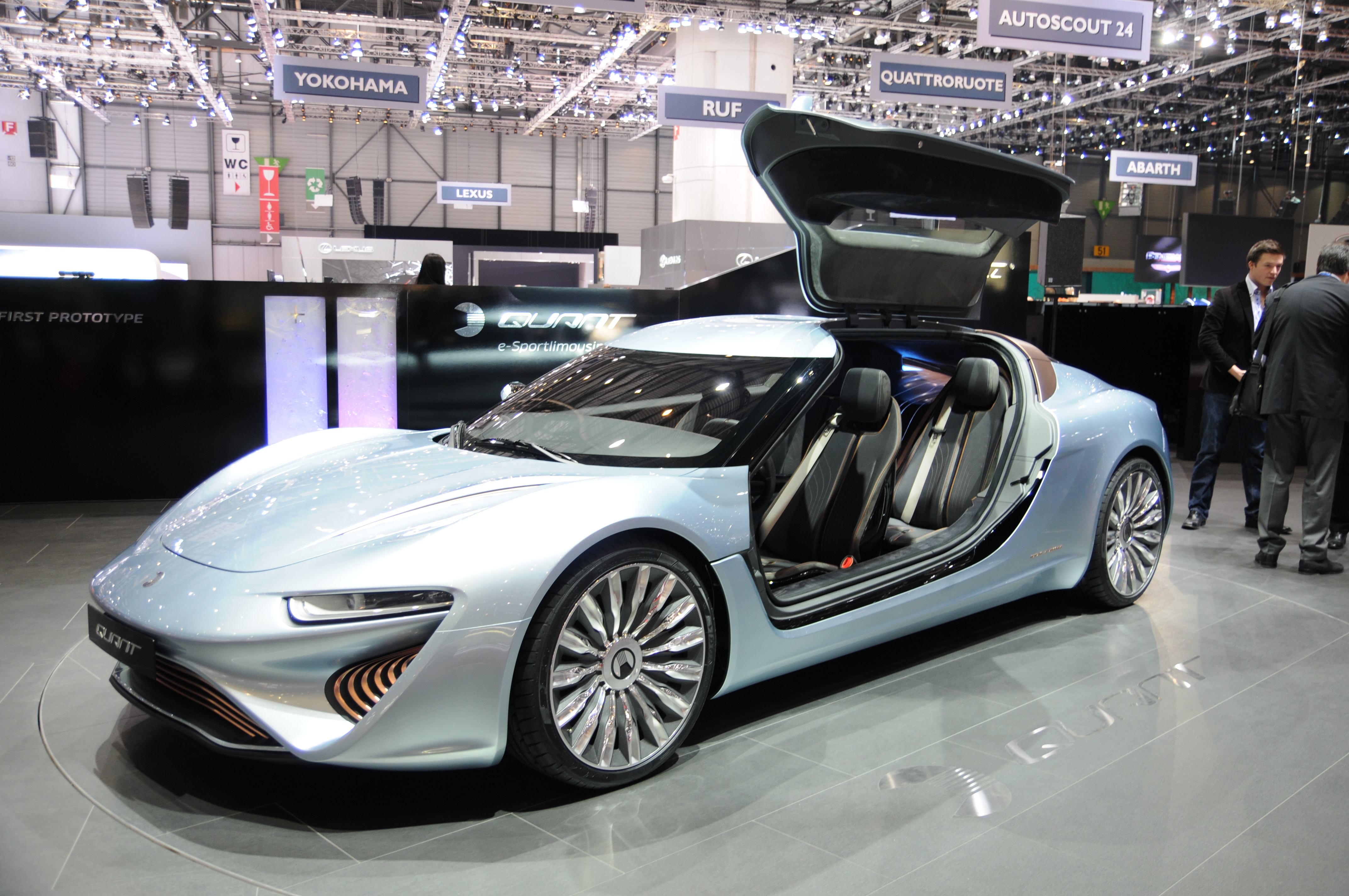
nanoFLOWCELL Quant i Genève 2014.

På Genève-salongen 2014 visades en ny version av bilen, nu kallad nanoFLOWCELL Quant e-Sportlimousine. nanoFLOWCELL är ett företag med säte i Liechtenstein som ägs av Nunzio La Vecchia, som även står bakom NLV Solar AG. Företaget producerar en kombination av batterier och bränsleceller som används som kraftkälla i den nya Quant-modellen. Quant e-Sportlimousine har en elmotor per hjul med en uppgiven sammanlagd effekt på 925 hk och ett vridmoment på 11 600 Nm. Som jämförelse har motorn i en normal familjebil som en VW Golf ett vridmoment på 200 Nm, en extravagant lyxbil som Bentley Mulsanne: 1020 Nm och Volvos starkaste lastbil FH16-750: 3 550 Nm.